# Hideki Matsunaga
Hideki Matsunaga (ur. 8 lutego 1963) – japoński piłkarz występujący na pozycji obrońcy.

## Kariera piłkarska
Od 1984 do 1988 roku występował w Matsushita Electric.

## Kariera trenerska
Po zakończeniu piłkarskiej kariery pracował jako trener w Verdy Kawasaki, Ventforet Kōfu, Vissel Kobe, Sagawa Printing i FC Gifu.